# Aaron Kamin
Aaron Kamm Kamin (Studio City, Califórnia, 10 de Agosto de 1977) é um guitarrista e letrista estadunidense, que ficou conhecido por ter sido um dos membros fundadores da banda The Calling.

## Biografia
A banda The Calling foi formada na garagem da família de Kamin, juntamente com Alex Band (vocais), Aaron Kamin (guitarra), Billy Mohler (baixo), Sean Woolstenhulme (guitarra) e Nate Wood (bateria). 
A banda se iniciou em 1996, tendo entrado em hiato em 2005, retornando em 2013. Durante o hiato, Alex Band iniciou uma carreira a solo, enquanto que Kamin produz e escreve músicas para bandas em Los Angeles, incluindo Hodges Taylor.

## Discografia
- Camino Palmero
- Two